# نظام الرعاية الصحية في اليابان

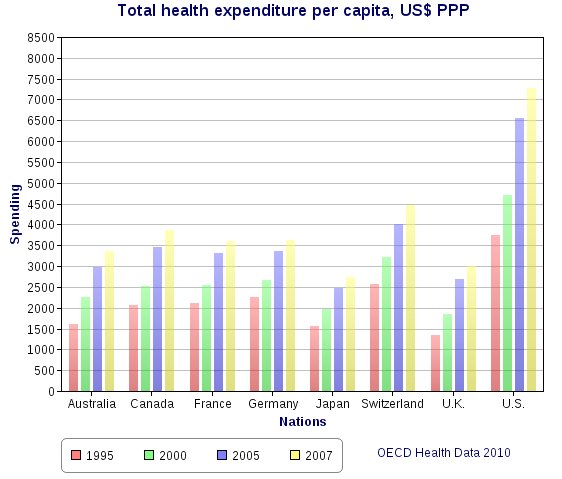

يقدم نظام الرعاية الصحية في اليابان خدمات الرعاية الصحية بما فيها فحوص التحري، والرعاية قبل الولادة، ومكافحة الأمراض المعدية. يُعتبر المريض مسؤولًا عن نسبة 30% من هذه التكاليف، بينما تدفع الحكومة نسبة 70% الباقية. عُرض تقديم الخدمات الطبية عبر نظام تأمين رعاية صحية شاملة تقدم مساواةً نسبية في الحصول على الخدمات، والرسوم تضعها لجنة حكومية.
يجب على كل مقيم في اليابان وفق القانون أن يحصل على تأمين صحي. يمكن للناس من الموظفين غير الحاصلين على تأمين أن ينضموا إلى برنامج التأمين الصحي الوطني الذي تديره الإدارات المحلية. يملك المرضى حرية اختيار الأطباء أو المنشآت الطبية، ولا يمكن منعهم من الاستفادة من التغطية الصحية. وفق القانون، يجب على المستشفيات العمل بأسلوب غير ربحي تحت إدارة أطباء.
تُنظم الحكومة اليابانية الرسوم الطبية بشكل صارم للإبقاء عليها ضمن الحدود المقبولة. يُعد المريض مسؤولًا عن نسبة 10% أو 20% أو 30% من الرسوم الطبية بناءً على مدخول عائلته وعمر الحاصل على التأمين، وتدفع الحكومة النسبة الباقية.
هناك أيضًا حدود شهرية موضوعة لكل أسرة، تعتمد أيضًا على الوارد والعمر، والرسوم الطبية التي تتجاوز هذا الحد يجري التنازل عنها أو تسددها الحكومة.
يُعتبر المرضى غير المؤمنين صحيًا مسؤولين عن دفع 100% من الرسوم الطبية، ولكن يُتنازل عن هذه الرسوم للعائلات ذات الدخل المنخفض التي تتلقى معونةً حكومية.

## التكاليف
في عام 2008، أنفقت اليابان ما يقارب 8.2% من الناتج الإجمالي المحلي الوطني (جي بي دي) (أي ما يساوي 2,859.7 دولار أمريكي عن كل فرد) على قطاع الصحة، ما جعلها في المرتبة 20 بين بلدان منظمة التعاون الاقتصادي والتنمية (أو إي سي دي). بلغت نسبة مشاركة الناتج المحلي الإجمالي مقدارًا مساويًا لمتوسط إنفاق بلدان منظمة التعاون الاقتصادي والتنمية عام 2008. وفقًا لبيانات عام 2018، ارتفعت مشاركة الناتج المحلي الإجمالي في القطاع الصحي بمقدار 10.9%، متخطيةً متوسط الارتفاع في بلدان منظمة التعاون الاقتصادي والتنمية الذي بلغ 8.8%.
ضبطت الحكومة تكاليف قطاع الصحة بشكل جيد على مدى عقود عبر استخدام جدول الرسوم الموحدة الوطني للتعويضات. تستطيع الحكومة أيضًا خفض الرسوم عندما يحدث ركود اقتصادي. في ثمانينيات القرن العشرين، ازداد الإنفاق على الرعاية الصحية بشكل سريع كما هو الحال في العديد من البلدان الصناعية. سمحت بعض البلدان مثل الولايات المتحدة بارتفاع التكاليف الصحية، بينما ضبطت اليابان خدمات الرعاية الصحية بصرامة وكبحت ارتفاع تكاليفها.
توضع الرسوم الخاصة بخدمات الرعاية الصحية كل سنتين بعد إجراء مفاوضات بين وزارة الصحة والأطباء. تحدد المفاوضات الرسوم الخاصة بكل إجراء طبي وكل دواء، والرسوم متطابقة في جميع أنحاء البلاد. إذا حاول الأطباء التلاعب بالقوانين عبر طلب المزيد من الإجراءات الطبية لرفع العائد المالي، يمكن للحكومة خفض الرسوم المالية المخصصة لهذه الإجراءات في الدورة التالية من تحديد الرسوم. حدث هذا الإجراء عندما خفضت الحكومة رسوم التصوير بالرنين المغناطيسي (إم آر آي) بنسبة 35% عام 2002، وتبعًا لذلك، بحلول عام 2009، بلغت كلفة صورة الرنين لناحية العنق 1500 دولار في الولايات المتحدة، مقابل 98 دولارًا في اليابان.
حالما يصل المبلغ الذي يشارك في دفعه المريض بشكل شهري إلى الحد المالي المقرر، لا يُطلب منه المزيد من التكاليف. تتدرج حدود مقدار الدفع التشاركي الشهري في ثلاثة مستويات تبعًا للدخل والعمر.
تستخدم اليابان الأدوية المكافئة (الجنيسة) بهدف الحد من التكاليف. بدءًا من عام 2010، حددت اليابان هدفًا يقضي بإضافة المزيد من الأدوية إلى قائمة التأمين الصحي الوطني الأممية. ما تزال الحالات المتعلقة بالعمر من أكثر الجوانب إثارةً للقلق. تركز شركات الأدوية على التسويق وإجراء الأبحاث الموجهة نحو هذه الفئة المعمرة من السكان.

## التجهيزات
يملك شعب اليابان متوسط العمر المتوقع الأطول عند ولادتهم مقارنةً بأي دولة في العالم. بلغ مأمول الحياة 83 سنةً عند الولادة عام 2009 (79.6 أعوام للذكور، و86.4 أعوام للإناث). تحقق هذا في فترة زمنية قصيرة نوعًا ما، من خلال الانخفاض السريع في معدل الوفيات الناتجة عن الأمراض السارية من خمسينيات حتى ستينيات القرن العشرين، تبعه انخفاض كبير في معدل الوفيات الناجم عن النشبات الدماغية بعد منتصف ستينيات القرن العشرين.
في عام 2008، بلغت نسبة عدد أسرّة الرعاية الحادة إلى عدد السكان 8.1 سرير لكل 1000 شخص، وهذه النسبة أعلى من الموجودة عند باقي دول منظمة التعاون الاقتصادي والتنمية، إذ تبلغ النسبة في الولايات المتحدة 2.7 لكل 1000. قد يكون من الصعب إجراء مقارنات بناءً على هذه الأعداد، لأن 34% من المرضى قُبلوا في المستشفيات لأكثر من 30 يومًا حتى في الأسرة المخصصة للرعاية الحادة. عدد الموظفين نسبة إلى عدد الأسرة منخفض جدًا.
بالمقارنة مع متوسط عدد التجهيزات الأوروبية، تعد نسبة أجهزة تصوير الرنين المغناطيسي أكبر بأربعة أضعاف، ونسبة أجهزة التصوير المقطعي المحوسب (سي تي) أكبر بستة أضعاف. يبلغ متوسط عدد مرات زيارة المريض للطبيب 13 مرة في السنة، وهذا ضعف متوسط عدد الزيارات في دول منظمة التعاون الاقتصادي والتنمية.
في عام 2008، بلغ عدد الأطباء الممارسين 2.2 لكل 1000 نسمة، وهذا ساوى تقريبًا النسبة في الولايات المتحدة (2.4)، وبلغ عدد الممرضات الممارسات 9.5، وهو أقل من النسبة في الولايات المتحدة (10.8)، وساوى تقريبًا النسبة في المملكة المتحدة (9.5) وكندا (9.2). يحمل الأطباء والممرضات ترخيصًا مدى الحياة، دون الحاجة إلى تجديد الترخيص أو استكمال التعليم الطبي والتمريضي، أو مراجعة الأقران أو مراجعة الاستعمال (استخدام تقنيات الرعاية الطبية مثل الإذن المسبق الذي يسمح للممولين، خاصةً شركات التأمين الصحي، بأن يديروا تكاليف خدمات الرعاية الصحية عبر تقييم ملاءمتها قبل تقديمها باستخدام معايير مسندة بالدليل).
تضع منظمة التعاون الاقتصادي والتنمية الاختصاصيين والأطباء العامين في اليابان ضمن قائمة واحدة، لأنهما غير مختلفين رسميًا. تقليديًا، دُرب الأطباء ليصبحوا تحت اختصاصيين، لكن حالما أكملوا تدريبهم، تابع قلة منهم الممارسة الطبية تحت الاختصاصية. ترك البقية المشافي الكبرى ليمارسوا مهنتهم في مشافي المجتمعات الصغيرة، أو فتحوا عياداتهم الخاصة دون إعادة التدريب على ممارسة الطب العام. على عكس العديد من الدول، لا يوجد هناك نظام لممارسي الطب العام في اليابان، ويقصد المرضى مباشرةً الأطباء الاختصاصيين الذين يعملون في عياداتهم غالبًا بدلًا من ذلك. أُنشئت أول دورة للأطباء العامين في جامعة ساغا الطبية عام 1978.

### النوعية
بشكل عام، تنافس النتائج اليابانية في العلاجات الطبية عالية المستوى للصحة الجسدية نظيرتها في الولايات المتحدة. تقترح مقارنة لتقريرين في صحيفة نيو إنغلاند جورنال أوف ميديسين من قبل ماكدونالد وآخرين في عام 2001، وساكوراموتو وآخرين في عام 2007، أن نتائج السرطان المعدي المريئي في اليابان أفضل منها في الولايات المتحدة عند مجموعتي مرضى عُولجت الأولى بالجراحة وحدها والثانية بالجراحة متبوعة بالعلاج الكيميائي.
تتفوق اليابان في معدلات البقيا لخمس سنوات عند مرضى سرطان القولون والرئة والبنكرياس والكبد بناءً على مقارنة تقرير صادر عن الجمعية الأمريكية لعلم الأورام مع تقرير المؤسسة اليابانية لدعم أبحاث السرطان. تُظهر ذات المقارنة أن الولايات المتحدة تتفوق في معدل البقيا لخمس سنوات عند مرضى سرطان المستقيم والثدي والبروستات واللمفوما الخبيثة. تميل النتائج الجراحية للتفوق في اليابان لأغلب السرطانات، بينما يكون معدل البقيا الكلي أطول في الولايات المتحدة بسبب الاستخدام الأكثر عدوانية للأدوية الكيميائية في المراحل الأخيرة من السرطان.
تُظهر مقارنة البيانات الصادرة من نظام بيانات أمراض الكلية في الولايات المتحدة (يو إس آر دي إس) عام 2009 وجمعية أمراض الكلى اليابانية عام 2009 أن معدل الوفيات السنوي للمرضى الذين يخضعون للتحال يبلغ في اليابان 13% وفي الولايات المتحدة 22.4%. تبلغ نسبة البقيا لخمس سنوات في اليابان لمرضى التحال 59.9% وفي الولايات المتحدة 38%.